# Histoire d'être humain
Pour les articles homonymes, voir Being Human.
Pour plus de détails, voir Fiche technique et Distribution.
Histoire d'être humain est un film documentaire québécois en couleur réalisé par Denys Desjardins, sorti en 2005.
Ce film est un projet citoyen qui a pour origine l’omniprésence d’une caméra à l’école secondaire Saint-Henri. Pendant toute une année, le cinéaste a suivi plusieurs professeurs et élèves afin d’observer la réalité de l’enseignement dans une école publique. Véritable chassé-croisé de personnages, ce long métrage est porté par un montage intelligent et dynamique.

## Fiche technique
- Titre : Histoire d'être humain
- Réalisation : Denys Desjardins
- Production : Yves Bisaillon / Office national du film du Canada
- Scénario : Denys Desjardins
- Photographie : Denys Desjardins
- Montage : Elric Robichon
- Musique : Sandro Forte et Simon Bellefleur
- Langue : français

## Distribution
- Jean-Claude Barrière
- Marilou Bourassa
- Mariame Camara
- Catherine Ferland
- Emmanuel Minguarelli
- Kym Palma
- Louis-Ambroise Paré
- Stéphanie Proulx
- Yves Sauriol
- Gerry Thibert
- Marie-Claude Trudel